# Charles Fuller
Charles Fuller (ur. 5 marca 1939, zm. 3 października 2022) – dramaturg amerykański, zdobywca Nagrody Pulitzera. Urodził się 5 marca 1939 w Filadelfii. Studiował na Villanova University (1956–58) i w La Salle College (1965–67). Od 1959 do 1962 służył w amerykańskiej armii. Doświadczenia z tego okresu stały się pożywką dla jego późniejszych dzieł. W 1967 był jednym z założycieli the Afro-American Arts Theatre in Philadelphia, którym współkierował w latach 1967–1971. W 1968 napisał sztukę The Village: A Party poruszającą problemy rasowe. Wydał też In the Deepest Part of Sleep (1974), The Brownsville Raid (1976), Zooman and the Sign (1980) i cykl historyczny We, składający się ze sztuk Sally (1988), Prince (1988), Jonquil (1990) i Burner’s Frolic (1990). Za utwór A Soldier’s Play otrzymał w 1982 Nagrodę Pulitzera w dziedzinie dramatu. Opublikował też sztukę One Night... (2013) o żołnierce zgwałconej przez kolegów w czasie wojny w Iraku.